# Condado de Cheshire
El condado de Cheshire (en inglés: Carroll County), fundado en 1769, es uno de los diez condados del estado estadounidense de Nuevo Hampshire.
El nombre del condado de Cheshire se llama en honor al condado de Cheshire en Inglaterra.
En el censo de 2000 el condado tenía una población de 73,825 habitantes. La sede del condado se encuentra localizada en Keene.

## Geografía
Según la Oficina del Censo, el condado tiene un área total de 1888 km² (729 mi²), de la cual 1831 km² (706,9 mi²) es tierra y 150 km² (57,9 mi²) (5.89%) es agua.

## Demografía
En el censo de 2000, hubo 73,825 personas, 28,299 hogares, y 18,790 familias residiendo en el condado. La densidad poblacional era de 104 personas por milla cuadrada (40/km²). En el 2000 había 31,876 unidades unifamiliares en una densidad de 17 km² (6,6 mi²). La demografía del condado era de 97.75% blancos, 0.37% afroamericanos, 0.31% amerindios, 0.47% asiáticos, 0.04% isleños del Pacífico, 0.18% de otras razas y 0.89% de dos o más razas. 0.72% de la población era de origen hispano o latino de cualquier raza. 16.2% eran de origen inglés 13.1% francés, 6.7% alemán, 12.7% irlandés y 9.3% estadounidense 95.6% de la población hablaba inglés y 1.2% español en casa como lengua materna. 
La renta per cápita promedia del condado era de $42,382, y el ingreso promedio para una familia era de $51,043. Los hombres tenían un ingreso per cápita de $33,821 versus $25,328 para las mujeres. La renta per cápita para el condado era de $20,685.